# West Midlands Trains
London Northwestern Railway es un operador de trenes en el Norte-Oeste de Inglaterra. Propiedad de West Midlands Trains Ltd. (Transport UK London (Abellio) JR East y Mitsui)
| Descripción General                             | Descripción General                          |
| ----------------------------------------------- | -------------------------------------------- |
| Región:                                         | Londres                                      |
| Región:                                         | Norte-Oeste de Londres                       |
| Estaciones Operadas                             | 67                                           |
| Predecesor                                      | London Midland                               |
| Sitio Web                                       | https://www.londonnorthwesternrailway.co.uk/ |
| Mapa de Ruta                                    |                                              |
| Distancia (London Northwestern I West Midlands) | 867.4 km                                     |

## Historia
En el jueves, 30 de noviembre de 2017. Se anunció que London Northwestern Railway reemplazaría London Midland. El 10 de diciembre del año 2017, London Northwestern Railway inició sus operaciones. Se prevé que opere hasta el 20 de septiembre de 2026 

## Material Rodante (Trenes)

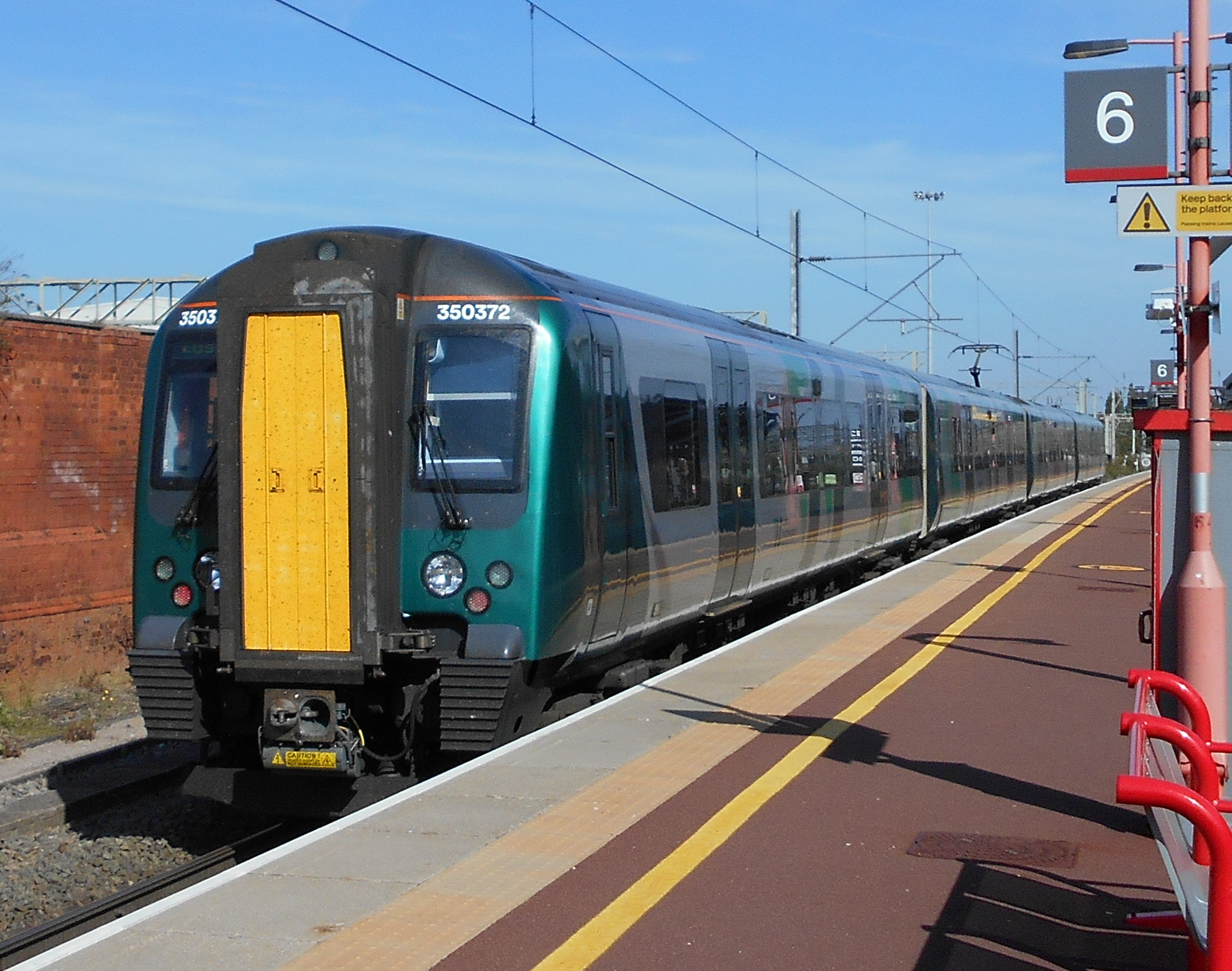
La Class 350 Desiro, en Rugby, con la librea negra y blanca. Construida en Krefeld, entre 2004-2005 (/1), 2008-2009 (/2) y 2013-2014 (/3 y /4). Con cuatro coches por unidad.
- Velocidad Max: 177 kph
- Asientos: 1.ª Clase:24, 2.ª clase: 206-246 + de pie: 177-149

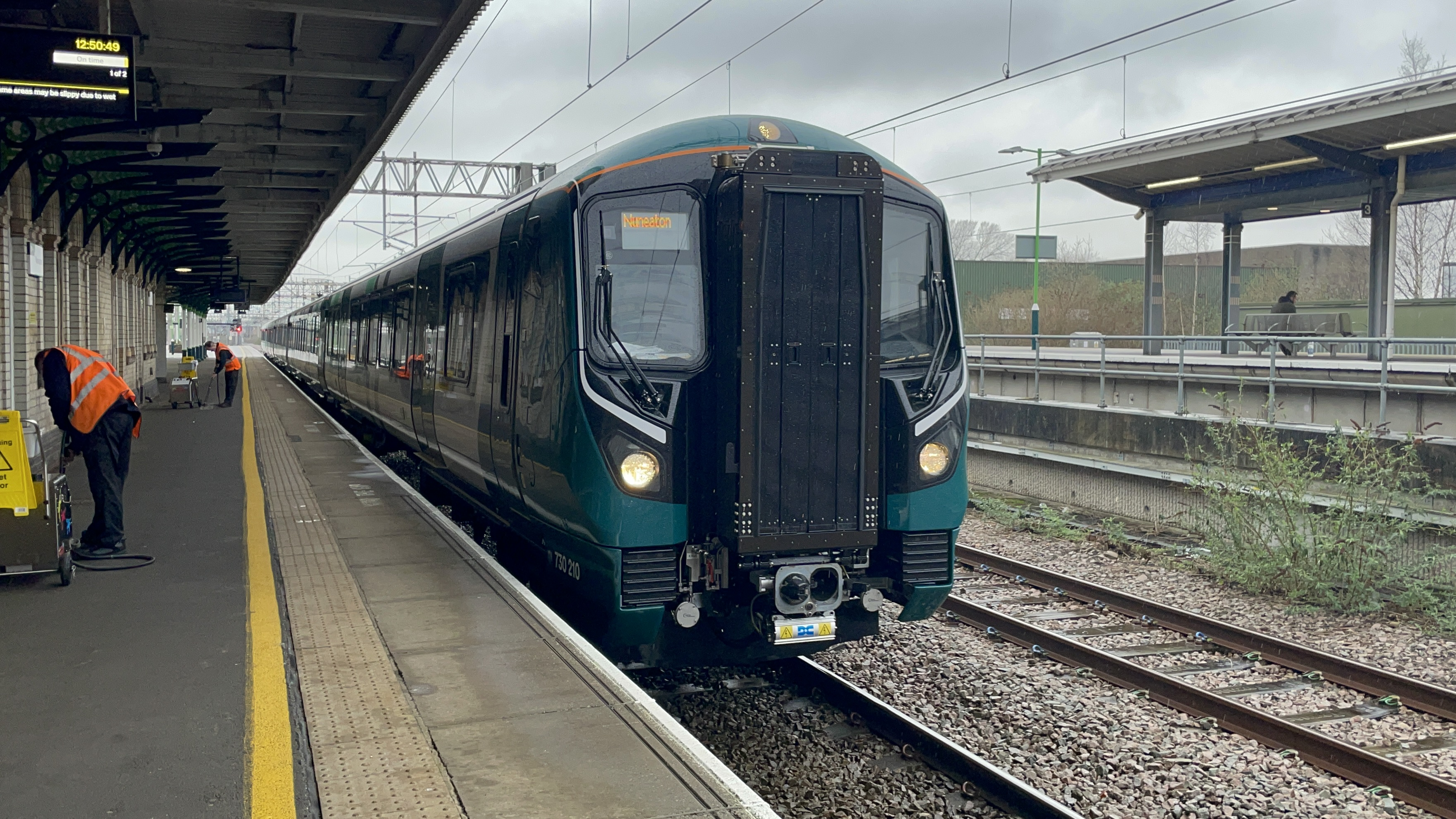
La Class 730 Aventra en Nuneaton. Fabricada por Alstom.
- Velocidad Max: 145 kph (3 Coches), 177 kph (5 coches)
- Asientos (3 coches): 201
- Asientos (5 coches): 406

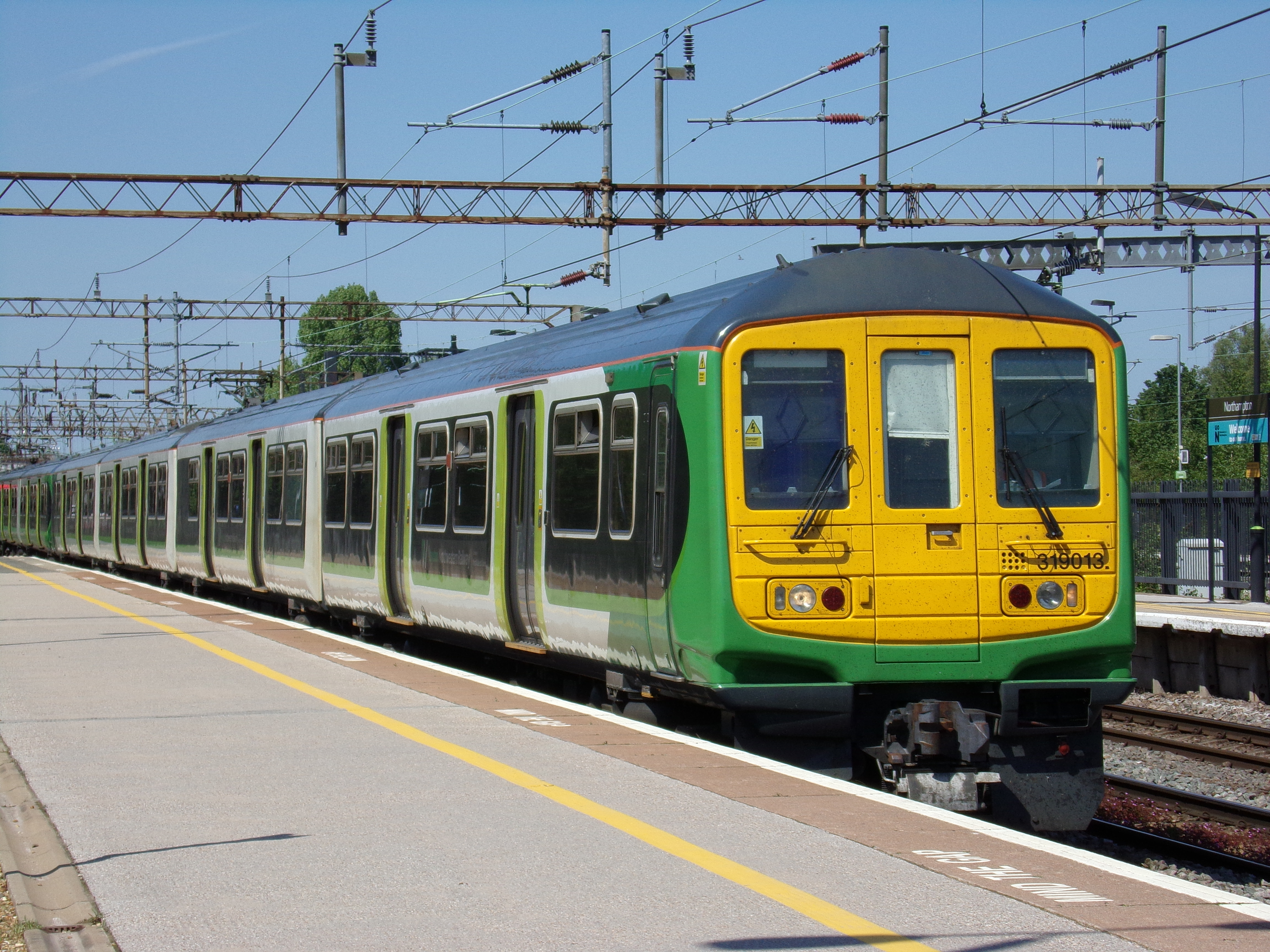
La Class 319, construida por British Rail, entre el 1987-1990 i reformada entre el 1996-1999.
- Velocidad Max: 161 kph
- Asientos: 270-316

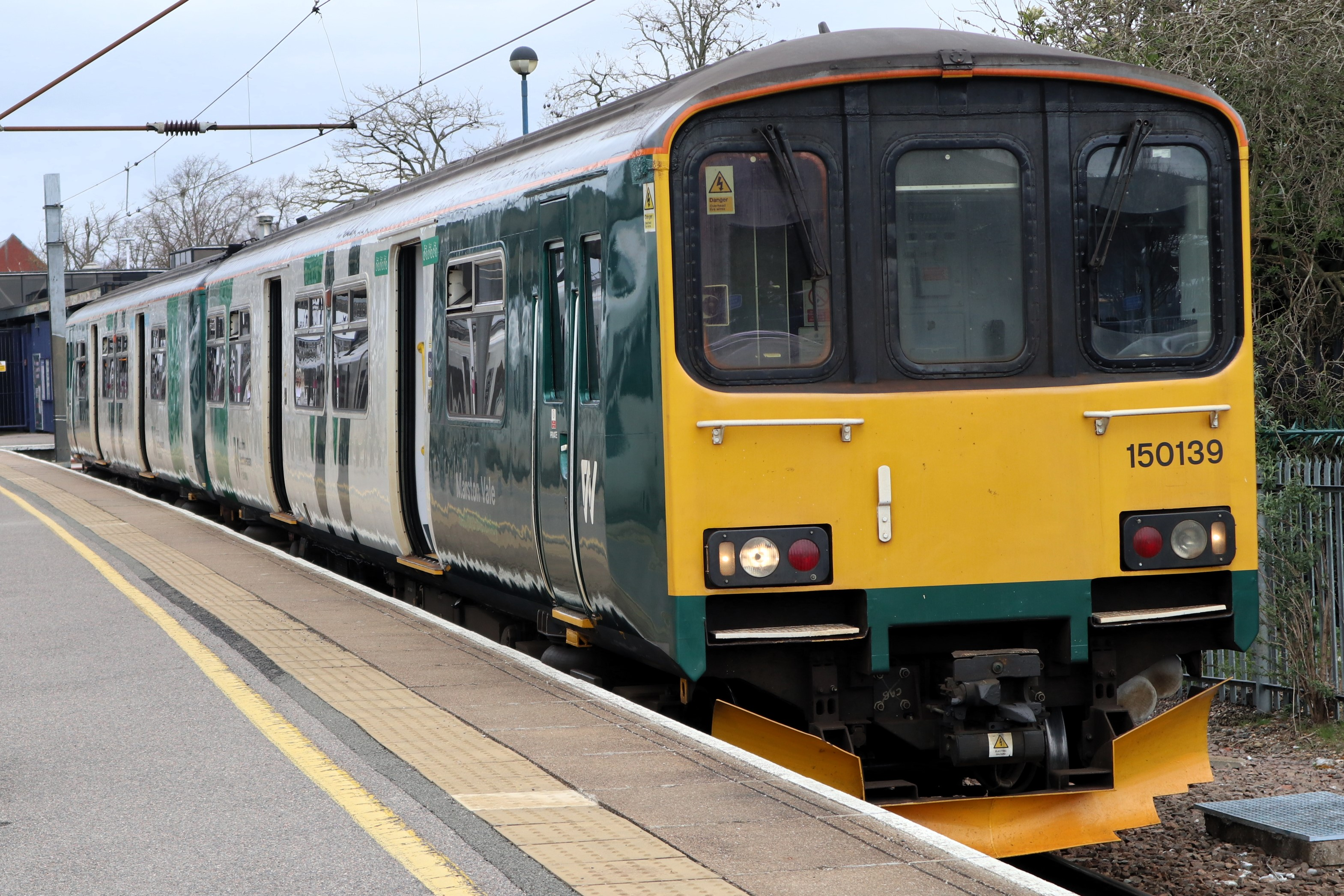
La Class 150 Sprinter en Bedford. Fabricada entre el 1984-1987.
- Velocidad Max: 120 kph
- Asientos: 124, 131, 147 o 149

## Servicios
| West Coast Main Line                        | West Coast Main Line | | Material Rodante     |
| ------------------------------------------- | --- | --- | -------------------- |
| Ruta                                        | Para en:Para en | Para en:Para en | Class 350, Class 730 |
| London Euston-Tring                         | Harrow & Wealdstone, Watford Jucton, Hemel Hempstead, Berkhampsted | Harrow & Wealdstone, Watford Jucton, Hemel Hempstead, Berkhampsted | Class 350, Class 730 |
| London Euston-Milton Keynes Central         | Harrow & Wealdstone, Bushey, Watford Jucton, Kings Langley, Apsley, Hemel Hempstead, Berkhampsted, Tring, Cheddington, Leighton Buzzard, Bletchley                                                 | Harrow & Wealdstone, Bushey, Watford Jucton, Kings Langley, Apsley, Hemel Hempstead, Berkhampsted, Tring, Cheddington, Leighton Buzzard, Bletchley                                                 | Class 350, Class 730 |
| London Euston-Birmingham New Street         | Watford Jucton, Leighton Buzzard, Bletchley, Milton Keynes Central, Wolverton, Northampton, Long Buckby, Rugby, Coventry, Canley, Tile Hill, Berkswell, Hampton-In-Arden, Birmingham International | Watford Jucton, Leighton Buzzard, Bletchley, Milton Keynes Central, Wolverton, Northampton, Long Buckby, Rugby, Coventry, Canley, Tile Hill, Berkswell, Hampton-In-Arden, Birmingham International | Class 350, Class 730 |
| London Euston-Crewe                         | Milton Keynes Central, Rugby, Nuneaton, Atherstone, Tamworth, Lichfield Trent Valley, Rugeley Trent Valley, Stafford                                                                               | Milton Keynes Central, Rugby, Nuneaton, Atherstone, Tamworth, Lichfield Trent Valley, Rugeley Trent Valley, Stafford                                                                               | Class 350, Class 730 |
| Stafford-Crewe                              | Stone, Stoke-On-Trent, Longport, Kidsgrove, Alsager | Stone, Stoke-On-Trent, Longport, Kidsgrove, Alsager | Class 350, Class 730 |
| Birmingham New Street-Liverpool Lime Street | Smethwick Galton Bridge, Wolverhampton, Penkridge, Stafford, Crewe, Winsford, Hartford, Acton Bridge, Runcorn, Liverpool South Parkway                                                             | Smethwick Galton Bridge, Wolverhampton, Penkridge, Stafford, Crewe, Winsford, Hartford, Acton Bridge, Runcorn, Liverpool South Parkway                                                             | Class 350, Class 730 |

| Abbey Line                     | Para en                                                     | Material Rodante |
| ------------------------------ | ----------------------------------------------------------- | ---------------- |
| Watford Jucton-St Albans Abbey | Watford Norte, Garston, Bricket Wood, How Wood, Park Street | Class 319        |

| Marston Vale Line | Para en | Material Rodante |
| ----------------- | --- | ---------------- |
| Bletchley-Bedford | Fenny Strafford, Bow Brickhill, Woburn Sands, Aspley Guise, Ridgmont, Lidlington, Millbrook, Stewartby, Kempston Hardwick, Bedford St Johns. | Class 150        |